# Xenelaphis
Xenelaphis este un gen de șerpi din familia Colubridae.

Cladograma conform Catalogue of Life:
| Xenelaphis | \| \| Xenelaphis ellipsifer \| \| \| \| \| \| Xenelaphis hexagonotus \| \| \| \| |
|            | \| \| Xenelaphis ellipsifer \| \| \| \| \| \| Xenelaphis hexagonotus \| \| \| \| |
|            | Xenelaphis ellipsifer                                                            |
|            |                                                                                  |
|            | Xenelaphis hexagonotus                                                           |
|            |                                                                                  |